# 直布羅陀護照
直布罗陀护照（英語：Gibraltar passport）是直布罗陀的英國海外領土公民所持有的護照。
根據1981年英國國籍法令，直布罗陀公民被定義為英國海外屬土公民，但同時可以根據該法令的第五節申请登记为英国公民，從而取得在欧盟行使欧盟公民的权利。 2002年，英國通過了《2002年英國海外領土法令》，除塞浦路斯英屬基地區有關人士外，所有英国海外屬土的公民重新定義為「英國海外領土公民」，同時被賦予英國公民身份。
直布羅陀護照是由直布羅陀人事登記處發出。2005年起改為生物特徵護照。

## 特徵

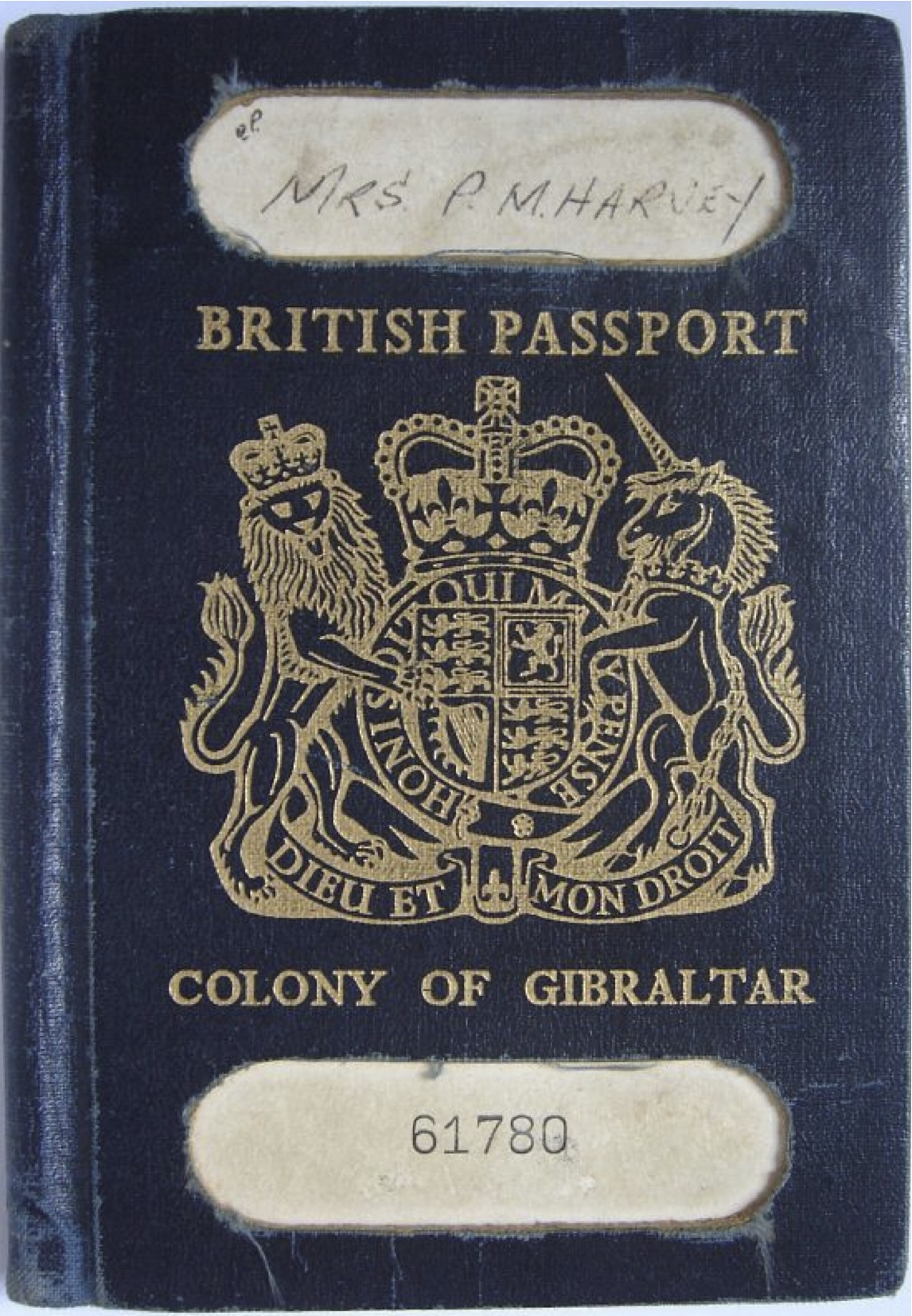
舊版的直布羅陀護照，印有「直布羅陀殖民地」字樣

基於直布羅陀在英國擁有特殊的海外領土公民地位，直布罗陀護照與英国其他海外公民護照在封面上有著明顯的分別，除了地區政府名稱「GIBRALTAR（直布罗陀）」字樣是印在國徽之上之外，同時也印有完整的英國國名「UNITED KINGDOM OF GREAT BRITAIN AND NORTHERN IRELAND（大不列颠及北爱尔兰联合王国）」字樣，而非以「BRITISH PASSPORT（英國護照）」字樣作為護照上的國家名稱。同時，直布羅陀護照封面頂部印有「EUROPEAN UNION（歐洲聯盟）」字樣，與英國公民一樣具有自由進出歐盟成員國的權利。但直布罗陀公民可以使用直布罗陀身份證而非护照，作為其進出欧洲联盟、欧洲经济区 和瑞士的旅行证件，這與英國公民護照持有人進入歐盟處理方法有異。
在內頁，直布羅陀雖為英國海外領土，但其國籍欄卻是標示為「BRITISH CITIZEN（英國公民）」而非「BRITISH OVERSEAS TERRITORIES CITIZEN（英國海外領土公民）」，並擁有與英國公民大致相同的權利。
另外，英国公民、英國國民（海外）、英國海外公民和英國海外領土公民的護照是印有以下的英文文字：
| " | His Britannic Majesty's Secretary of State Requests and requires in the Name of His Majesty all those whom it may concern to allow the bearer to pass freely without let or hindrance, and to afford the bearer such assistance and protection as may be necessary. 中文翻譯：英國国王陛下的國務大臣以国王陛下之名，請求各國有關機關給予護照持有人允予自由通行而不受阻礙，並在必要時給予持有人援助與保護。 | " |

然而在直布罗陀的英國海外領土公民护照中，主語並非「英國國王陛下」，取而代之的是直布罗陀总督 。

## 参見
- 直布罗陀
- 英国护照
- 英國海外領土公民
- 百慕達護照
- 根西護照
- 英國國民（海外）護照